# Treat Williams
Treat Williams (1. prosince 1951 Rowayton, Connecticut – 12. června 2023 Albany, New York) byl americký herec, známý jako Berger z muzikálového filmu Miloše Formana Vlasy.

## Život
Narodil se v roce 1951 v americkém Connecticutu. Jeho původním křestním jménem bylo Richard, později si ponechal získanou přezdívku Treat. Po studiích se věnoval divadelnímu herectví, zejména muzikálům, ztvárnil např. Dannyho Zuka v divadelní verzi muzikálu Pomáda. Na filmovém plátně debutoval roku 1975 v thrilleru Deadly Hero. Poté následovala životní role vůdce skupiny hippies George Bergera ve filmovém muzikálu Vlasy (Hair), po níž se stal jedním z nejvyhledávanějších hollywoodských herců. Byl za ni nominován na Zlatý glóbus, což zopakoval v roce 1981 za roli v dramatu Pán velkoměsta (Prince of the City).
Mezi jeho více než 70 filmových rolí patří mimo jiné i úloha rebelujícího vojáka ve Star Wars: Epizoda V – Impérium vrací úder (1980), účast v gangsterce Sergia Leoneho Tenkrát v Americe (1984), objevil se později také v komedii Slečna Drsňák 2 (2005) či v ginsbergovském Kvílení (2010). Televizní publikum jej mohlo poznat v seriálech Příběhy ze záhrobí (1989) či Everwood (2002).
Oženil se s herečkou Pam Van Sant, s níž měl dvě děti. Mezi jeho záliby patřilo létání, v roce 1980 absolvoval pilotní zkoušky a získal licenci na vícemotorová letadla a vrtulníky.
Zemřel ve věku 71 let v noci z 12. června 2023 po silniční nehodě u města Dorset ve státě Vermont, kdy do jeho motocyklu vrazilo auto.

## Filmografie
| Year | Title                                      | Role                          |
| ---- | ------------------------------------------ | ----------------------------- |
| 1975 | Deadly Hero                                | Billings                      |
| 1976 | Hotel Ritz                                 | Michael Brick                 |
| 1976 | Maratónec                                  | Central Park Jogger           |
| 1976 | Orel přistává                              | Capt. Harry Clark             |
| 1979 | Vlasy                                      | George Berger                 |
| 1979 | 1941                                       | Cpl. Chuck „Stretch“ Sitarski |
| 1980 | Star Wars: Epizoda V – Impérium vrací úder | Rebel Soldier                 |
| 1980 | Why Would I Lie?                           | Cletus                        |
| 1981 | Pán velkoměsta                             | Daniel Ciello                 |
| 1981 | Pronásledování D.B. Coopera                | D. B. Cooper                  |
| 1983 | Neapolitan Sting                           | Ferdinando                    |
| 1984 | Tenkrát v Americe                          | James Conway O'Donnell        |
| 1984 | Okamžik záblesku                           | Ernie Wyatt                   |
| 1985 | Lichotky                                   | Arnold Friend                 |
| 1986 | Mužský klub                                | Terry                         |
| 1988 | Sladké lži                                 | Peter                         |
| 1988 | Žralok                                     | David Ziegler                 |
| 1988 | Russicum                                   | Mark Hendrix                  |
| 1988 | Smrtelné horko                             | Det. Roger Mortis             |
| 1989 | Srdce Jihu                                 | Hoyt Cunningham               |
| 1990 | Beyond the Ocean                           | Christopher                   |
| 1993 | Where the Rivers Flow North                | Champ's Manager               |
| 1994 | Hand Gun                                   | George McCallister            |
| 1994 | Texan                                      | Man in Chinos                 |
| 1995 | Co dělat v Denveru, když člověk nežije     | Critical Bill                 |
| 1996 | Boss                                       | Col. Nathan Fitzgerald        |
| 1996 | Fantom                                     | Xander Drax                   |
| 1997 | Tichý nepřítel                             | Billy Burke                   |
| 1998 | Chobotnice                                 | John Finnegan                 |
| 1998 | Náhradník 2: Smrt ve škole                 | Karl Thomasson                |
| 1999 | Ztraceni v moři                            | Pat Cappadora                 |
| 1999 | Tvrdá lekce                                | Karl Thomasson                |
| 2000 | Kritický bod                               | Mike Jeffers                  |
| 2001 | Extreme Limits                             | Jason Ross                    |
| 2001 | Skeletons in the Closet                    | Will                          |
| 2001 | Suplent                                    | Karl Thomasson                |
| 2001 | Hadí stisk                                 | Dr. David Henning             |
| 2002 | Hurikán                                    | Sam Garrett                   |
| 2002 | Hollywood v koncích                        | Hal                           |
| 2002 | Uzavřený kruh                              | Spencer Runcie                |
| 2005 | Slečna Drsňák 2: Ještě drsnější            | FBI Asst. Dir. Walter Collins |
| 2007 | Moola                                      | Luis Gordon                   |
| 2007 | The Hideout                                | Father Amy                    |
| 2008 | Mejdan v Las Vegas                         | Jack Fuller Sr.               |
| 2010 | Maskerade                                  | Mr. Tucker                    |
| 2010 | Kvílení                                    | Mark Schorer                  |
| 2010 | 127 hodin                                  | Larry Ralston                 |
| 2010 | Martino's Summer                           | Capt. Jeff Clark              |
| 2011 | Malý kousek nebe                           | Jack Corbett                  |
| 2011 | Bitva o ostrov Saipan                      | Col. Wessinger                |
| 2012 | Attack of the 50 Foot Cheerleader          | Dr. Grey                      |
| 2012 | Chladnokrevný                              | Sheriff Marshall T. Becker    |
| 2013 | In the Blood                               | Robert Grant                  |
| 2013 | Dosáhnout na měsíc                         | Robert Lowell                 |
| 2014 | Naboso                                     | Mr. Wheeler                   |
| 2014 | Operation Rogue                            | Gen. Hank Wallace             |
| 2016 | The Congressman                            | Charlie Winship               |
| 2017 | Zemřít šťastný                             | Frank                         |
| 2018 | Znovu ve hře                               | Anderson Clarke               |
| 2019 | The Great Alaskan Race                     | Dr. Welch                     |
| 2019 | Rodiče na tahu                             | Dan Henderson                 |
| 2020 | Run Hide Fight                             | Sheriff Tarsy                 |
| 2020 | Christmas on the Square                    | Carl                          |
| 2021 | 12 Mighty Orphans                          | Amon Carter                   |